# 4-та гвардійська танкова армія (СРСР)
Четве́рта гварді́йська та́нкова а́рмія (4 гв. ТА) — гвардійська танкова армія у складі Збройних сил СРСР з 18 березня 1945 по травень 1945 та складова частина окупаційних військ радянської армії у післявоєнний час на території Німеччини у складі ГРВН.
4-та гвардійська танкова армія сформована 18 березня 1945 на підставі наказу Ставки ВГК від 17 березня 1945 шляхом перетворення 4-ї танкової армії 2-го формування у складі 1-го Українського фронту.

## Командування
- Командувачі:
  - генерал-лейтенант Лелюшенко Д. Д.